# Geoplana
Geoplana ist eine Gattung der zu den Plattwürmern gehörenden Landplanarien, die aus Südamerika stammt.

## Geschichte der Systematik
Die Gattung Geoplana wurde 1857 von William Stimpson erstbeschrieben. Ihr wurden die meisten Landplanarien mit vielen, entlang des Körpers verteilten Augen zugeordnet. Arten mit nur zwei Augen wurden der Gattung Rhynchodemus zugeschrieben, Arten mit einem halbmondförmigen Vorderende der Gattung Bipalium.
Der Naturforscher Max Schultze benannte in demselben Jahr auf Grundlage veröffentlichter Artikel und neuer Arten, die Fritz Müller in Brasilien gesammelt hatte, ebenfalls eine neu beschriebene Gattung Geoplana, die jedoch alle Landplanarien umfasste. Vermutlich hatte Schultze keine Kenntnis von Stimpsons Veröffentlichung. Stimpsons Definition von Geoplana setzte sich durch.
Im 20. Jahrhundert wurde vor allem in Australien und Südamerika eine Vielzahl von Landplanarien entdeckt und Geoplana zugeordnet. 1955 legte Eudóxia Maria Froehlich die Art Geoplana vaginuloides als Typusart für die Gattung fest, da sie als erste von Stimpson benannt wurde. Diese Art wurde bereits von Charles Darwin als Planaria vaginuloides beschrieben, bevor Stimpson und Schultze die Gattung Geoplana einrichteten und darin Geoplana vaginuloides integrierten.
Im Jahr 1990 veröffentlichten Robert E. Ogren und Masaharu Kawakatsu ein Review Paper über die Systematik der Landplanarien. Sie unterteilten Geoplana in vier Gattungen: Geoplana, Gigantea, Notogynaphallia und Pasipha. In der Gattung Geoplana verblieben die Arten mit rückenseitigen Testikeln, einem ausstreckbaren Penis und einem Kanal, der bauchseitig in die weibliche Geschlechtshöhle führt. Arten ohne diese Merkmale wurden den neu geschaffenen Gattungen zugeordnet.
Während des 21. Jahrhunderts zeigten molekulargenetische Untersuchungen, dass Geoplana gemäß der Definition von Ogren und Kawakatsu weiter unterteilt werden musste. Eine Studie von Fernando Carbayo und seinem Team teilte Geoplana aufgrund der Forschungsergebnisse in sechs verschiedene Gattungen: Geoplana, Barreirana, Cratera, Matuxia, Obama und Paraba. In der Gattung Geoplana verblieben nur drei verschiedene Arten, einige Arten werden seit dieser Neuordnung als incertae sedis geführt. Im Jahr 2018 wurden weitere Geoplana-Arten erstbeschrieben.

## Merkmale
Individuen der zwittrigen Gattung Geoplana besitzen die Merkmale gemäß der Beschreibung von Ogren und Kawakatsu (rückenseitige Testikel, ausstreckbarer Penis, bauchseitiger Kanal in weibliche Geschlechthöhle). Des Weiteren gehören zu den Merkmalen dieser Gattung ein schlanker Körper mit nahezu parallel verlaufenden Seitenrändern, ein stark nach außen gewölbter Rücken, einfach gelappte, kreisrunde Augen und ein starker Muskelschlauch um den Darm.

## Arten
Der Gattung Geoplana gehören 13 Arten an (Stand 2018):
- Geoplana apua Almeida & Carbayo, 2018
- Geoplana boraceia Almeida & Carbayo, 2018
- Geoplana cambara Almeida & Carbayo, 2018
- Geoplana cananeia Almeida & Carbayo, 2018
- Geoplana caraguatatuba Almeida & Carbayo, 2018
- Geoplana chita Froehlich, 1956
- Geoplana ibiuna Almeida & Carbayo, 2018
- Geoplana iporanga Almeida & Carbayo, 2018
- Geoplana mogi Almeida & Carbayo, 2018
- Geoplana paranapiacaba Almeida & Carbayo, 2018
- Geoplana piratininga Almeida & Carbayo, 2018
- Geoplana pulchella  Schultze & Müller, 1857
- Geoplana vaginuloides (Darwin, 1844)

Weitere Arten wurden in der Vergangenheit Geoplana zugeordnet, gelten aber als incertae sedis:
- Geoplana alterfusca  Hyman, 1962
- Geoplana aymara  du Bois-Reymond Marcus, 1951
- Geoplana beckeri  Froehlich, 1959
- Geoplana bimbergi  Fuhrmann, 1914
- Geoplana caleta  E. M. Froehlich 1978
- Geoplana caucaensis  Fuhrmann, 1914
- Geoplana caya  du Bois-Reymond Marcus, 1951
- Geoplana chalona  du Bois-Reymond Marcus, 1951
- Geoplana chanca  E. M. Froehlich, 1978
- Geoplana chilihua  du Bois-Reymond Marcus, 1951
- Geoplana chiuna  E. M. Froehlich, 1955b
- Geoplana chulpa  du Bois-Reymond Marcus, 1951
- Geoplana crawfordi  de Beauchamp, 1939
- Geoplana excellentissima  Negrete, Brusa & Damborenea, 2012
- Geoplana fragai  Froehlich, 1955b
- Geoplana fuhrmanni  Hyman, 1962
- Geoplana gabriellae  du Bois-Reymond Marcus, 1951
- Geoplana goetschi  Riester, 1938
- Geoplana guacensis  Fuhrmann, 1914
- Geoplana irua  Fuhrmann, 1914
- Geoplana jandira  Froehlich, 1955c
- Geoplana lama  du Bois-Reymond Marcus, 1957
- Geoplana lambaya  du Bois-Reymond Marcus, 1958
- Geoplana lareta  du Bois-Reymond Marcus, 1958
- Geoplana mayori  Fuhrmann, 1914
- Geoplana mirim  E. M. Froehlich, 1972
- Geoplana mixopulla  Ogren & Kawakatsu, 1990
- Geoplana multipunctata  Fuhrmann, 1914
- Geoplana pavani  Marcus, 1951
- Geoplana pichuna  du Bois-Reymond Marcus, 1951
- Geoplana picta  Froehlich, 1956a
- Geoplana placilla  E. M. Froehlich, 1978
- Geoplana quagga  Marcus, 1951
- Geoplana quenua  du Bois-Reymond Marcus, 1958
- Geoplana quichua  Marcus, 1951
- Geoplana regia  E. M. Froehlich, 1955b
- Geoplana saima  du Bois-Reymond Marcus, 1951
- Geoplana shapra  du Bois-Reymond Marcus, 1957
- Geoplana takia  du Bois-Reymond Marcus, 1951
- Geoplana talpa  du Bois-Reymond Marcus, 1951
- Geoplana tamboensis  Fuhrmann, 1914
- Geoplana tirua  E. M. Froehlich, 1978
- Geoplana toriba  Froehlich, 1958
- Geoplana ubaquensis  Fuhrmann, 1914
- Geoplana valdiviana  Grau & Carbayo, 2010
- Geoplana vicuna  du Bois-Reymond Marcus, 1957

## Etymologie
Der Gattungsname setzt sich aus dem altgriechischen Lexem geo- (γεω-, dt. Erd-) und dem lateinischen Wort planus (dt. glatt) zusammen.